# Milano: il clan dei calabresi
Pour plus de détails, voir Fiche technique et Distribution.
Milano: il clan dei calabresi est un poliziottesco réalisé par Giorgio Stegani et sorti en 1974.

## Synopsis
Paolo Mancuso est un Calabrais qui a émigré dans le nord, a fait fortune et est aujourd'hui un puissant chef de la 'ndrangheta, principalement lié au milieu du proxénétisme. Cependant, depuis quelque temps, la 'ndrangheta est gênée par certains nouveaux arrivants calabrais, qui ne respectent pas les zones, et le gang de Mancuso est souvent contraint de tabasser certains d'entre eux. Mancuso tente de trouver une solution à ce problème avec les chefs Dario et Maraschi. Mancuso a également une maîtresse, Laura, qui tient une maison close.
Une nuit, Mancuso est poursuivi par trois tueurs à gages ; pour leur échapper, il se réfugie dans un laboratoire scientifique, parvient à tuer l'un d'entre eux et à s'enfuir. Mais il est mordu par un cochon d'Inde.
Pendant ce temps, la police enquête sur l'incident et le commissaire, en discutant avec un scientifique, apprend que le cochon d'Inde était porteur d'un dangereux virus capable de déclencher une épidémie et qu'il ne reste que dix-huit heures pour retrouver Mancuso avant qu'il ne soit trop tard.
Au matin, la nouvelle du cobaye est rapportée dans tous les journaux, et Mancuso l'entend à la radio, accompagnée d'un appel à se rendre. De retour chez lui, il découvre que tous ses hommes l'ont abandonné : resté seul, pour ne pas aller à la police, il soudoie un ami médecin pour qu'il trouve le sérum qui le guérira, mais le médecin le trahit aussi, alors Mancuso le tue et quitte le studio sans que ses anciens hommes de main ne s'en aperçoivent. Laura le trahit également et Mancuso la tue en l'étranglant.
Désespéré, Mancuso téléphone à son ex-femme Lidia pour lui demander de l'aide. Il doit chercher le docteur Marzorati à Varèse et l'emmener chez Merenda, un Calabrais qui vit dans un bidonville. Après avoir rencontré sa femme, il se rend dans une casse pour acheter une voiture, mais il est rejoint par ses anciens hommes de main. Mancuso les tue tous, mais épargne Pino, l'un de ses plus fidèles. Mancuso se rend chez Maraschi, où se trouvent également Dario et Gino, son ancien homme de main, mais Mancuso les tue tous les trois.
Entre-temps, Lidia est arrêtée par le commissaire et contrainte de tout raconter. Mancuso a entre-temps atteint la cabane de Merenda. Ce dernier refuse de l'aider, lui reprochant de ne jamais l'avoir aidé quand il en avait besoin et de l'avoir toujours humilié. Mancuso, furieux, tente de l'attaquer, mais Merenda crie au secours et s'enfuit de la cabane en criant aux autres habitants du bidonville qu'il est le « pestiféré » : poursuivi par les bidonvillois, il est rattrapé et lynché par la foule peu avant l'arrivée du commissaire de police qui voulait lui sauver la vie.

## Fiche technique
- Titre original italien : Milano: il clan dei calabresi[1]
- Réalisation : Giorgio Stegani
- Scenario : Giovanni Addessi, Camillo Bazzoni, Franco Barbaresi
- Photographie :	Aldo De Robertis, Sandro Mancori
- Montage : Otello Colangeli
- Musique : Gianni Marchetti
- Décors : Luciano Puccini (it)
- Société de production : Cristiana Cinematografica
- Pays de production :  Italie
- Langue originale : italien
- Format : couleurs
- Durée : 91 minutes
- Genre : Action, thriller et poliziottesco
- Dates de sortie :
  - Italie : 29 novembre 1974

## Distribution
- Antonio Sabàto : Paolo Mancuso
- Silvia Monti : Laura Monachesi
- Pier Paolo Capponi : le commissaire
- Nicoletta Rizzi : Lidia Mancuso
- Toni Ucci : Ugo Merenda
- Fred Williams : Dario Lippi
- Peter Carsten : Maraschi
- Nicola D'Eramo : le travesti
- Mario Donen Gino
- Bruno Di Luia : Pino

## Production
Le film a été tourné en extérieurs à Milan et dans les studios Incir-De Paolis à Rome.